# 문화도시연구소
문화도시연구소는 도시 또는 마을이 스스로의 존재 의미와 가치를 존중하는 문화도시 또는 문화마을이 될 수 있도록 전문성과 현장성을 바탕으로 대안을 모색하고 그 실현을 위해 실천적인 활동을 펼쳐나가는 것(농촌을 포함한 소지역의 삶의 질을 개선하기 위한 전문적이고 현장적인 대안의 실험과 실천)을 목적으로 2006년 1월 24일 설립된 대한민국 문화체육관광부 소관의 사단법인이다. 사무실은 서울특별시 성북구 성북동 52번지 2층에 있다.

## 주요 사업
- 문화도시, 문화마을과 관련된 조사, 계획, 연구 및 교육 활동
- 문화도시, 문화마을과 관련된 자료 및 도서의 간행과 전시회의 개최
- 문화도시, 문화마을과 관련된 정부, 지방자치단체, 각종 공공단체 및 주민단체와의 교류, 협력, 지원 등